# Dryopteris
Dryopteris este un gen de plante din familia Aspleniaceae.
Specii
| - Dryopteris abbreviata - Dryopteris aemula - Dryopteris affinis - Dryopteris alpestris - Dryopteris amurensis - Dryopteris apicisora - Dryopteris arguta - Dryopteris azorica - Dryopteris barbigera - Dryopteris bissetiana - Dryopteris blandfordii - Dryopteris bodinieri - Dryopteris borreri - Dryopteris campyloptera - Dryopteris canaliculata - Dryopteris carthusiana - Dryopteris caucasica - Dryopteris caudifrons - Dryopteris celsa - Dryopteris championi - Dryopteris changii - Dryopteris chapaensis - Dryopteris chinensis - Dryopteris chrysocoma - Dryopteris cinnamomea - Dryopteris clintoniana - Dryopteris confertipinna - Dryopteris cordipinna - Dryopteris corleyi - Dryopteris costalisora - Dryopteris crassirhizoma - Dryopteris crispifolia - Dryopteris cristata - Dryopteris cyatheoides - Dryopteris cycadina - Dryopteris cyclopeltiformis - Dryopteris decipiens - Dryopteris dehuaensis - Dryopteris dickinsii - Dryopteris dilatata - Dryopteris discrita - Dryopteris enneaphylla - Dryopteris erythrosa - Dryopteris erythrosora - Dryopteris expansa - Dryopteris fibrilosa - Dryopteris fibrilosissima - Dryopteris filix-mas - Dryopteris floridana - Dryopteris formosana - Dryopteris fragrans - Dryopteris fructuosa - Dryopteris fuscipes - Dryopteris gamblei - Dryopteris goerigiana - Dryopteris goldiana - Dryopteris gongboensis - Dryopteris guanchica - Dryopteris gushanica - Dryopteris gushiangensis - Dryopteris gymnophylla - Dryopteris gymnosora - Dryopteris hendersoni - Dryopteris hexagonoptera - Dryopteris hirtipes - Dryopteris huanganshanensis - Dryopteris hupehensis - Dryopteris hwangii - Dryopteris hypophlebia - Dryopteris immixta - Dryopteris incisolobata - Dryopteris integriloba - Dryopteris integripinnula - Dryopteris intermedia - Dryopteris junlianensis - Dryopteris juxtaposita - Dryopteris kinkiensis - Dryopteris labordei - Dryopteris lacera - Dryopteris lancipinnula - Dryopteris lepidopoda - Dryopteris lepidorachis - Dryopteris liyangensis - Dryopteris ludoviciana | - Dryopteris manshurica - Dryopteris marginalis - Dryopteris matsumurae - Dryopteris minjiangensis - Dryopteris monticola - Dryopteris montigena - Dryopteris nanpingensis - Dryopteris neolepidopoda - Dryopteris nigrosquamosa - Dryopteris nyalamensis - Dryopteris nyingchiensis - Dryopteris odontoloma - Dryopteris oreades - Dryopteris pacifica - Dryopteris pallida - Dryopteris paludicda - Dryopteris panda - Dryopteris parasparsa - Dryopteris pedata - Dryopteris peninsulae - Dryopteris podophylla - Dryopteris polita - Dryopteris prosa - Dryopteris pseudo-sikkimensis - Dryopteris pseudoatrata - Dryopteris pseudodontoloma - Dryopteris pseudofibrillosa - Dryopteris pseudomarginata - Dryopteris pseudouniformis - Dryopteris pulcherrima - Dryopteris qandoensis - Dryopteris quatanensis - Dryopteris reflexosquamata - Dryopteris remota - Dryopteris rigida - Dryopteris rosthornii - Dryopteris sacrosancta - Dryopteris sanmingensis - Dryopteris saxifraga - Dryopteris scottii - Dryopteris semipinnata - Dryopteris sericea - Dryopteris serrato-dentata - Dryopteris shensicola - Dryopteris sichotensis - Dryopteris sieboldii - Dryopteris sikkimensis - Dryopteris silaensis - Dryopteris sino-sparsa - Dryopteris sinoerythrosora - Dryopteris sinofibrillosa - Dryopteris sordidipes - Dryopteris sparsa - Dryopteris spinulosa - Dryopteris squamifera - Dryopteris squamiseta - Dryopteris stenolepis - Dryopteris subatrata - Dryopteris subbarbigera - Dryopteris subexaltata - Dryopteris sublacera - Dryopteris sublaeta - Dryopteris submarginata - Dryopteris submontana - Dryopteris subtriangularis - Dryopteris tarningensis - Dryopteris tenuicula - Dryopteris tenuissima - Dryopteris thibetica - Dryopteris tieluensis - Dryopteris tsangpoensis - Dryopteris tyrrhena - Dryopteris uniformis - Dryopteris varia - Dryopteris venosa - Dryopteris villarii - Dryopteris wallichiana - Dryopteris wenchuanensis - Dryopteris wuyishanensis - Dryopteris yigongensis - Dryopteris yungtzeensis - Dryopteris zayuensis |